# 穆帕國家公園
穆帕國家公園（葡萄牙語：Parque Nacional da Mupa），是安哥拉的國家公園，位於該國南部庫內納省，成立於1964年12月26日，面積約6,600平方公里，是該地區鳥類的重要棲息地。